# Martin Bača
Martin Bača (30 settembre 1985) è un ex calciatore ceco, di ruolo attaccante.